# A Divina Comédia (filme)
A Divina Comédia (em francês:  La Divine Comédie) é um filme de longa-metragem luso-franco-suíço de Manoel de Oliveira, do ano de 1991.

## Elenco
- Maria de Medeiros - Sónia
- Miguel Guilherme - Raskolnikov
- Luís Miguel Cintra - Profeta
- Mário Viegas - Filósofo
- Leonor Silveira - Eva
- Diogo Dória - Ivan
- Paulo Matos - Jesus
- José Wallenstein - Aliosha
- Ruy Furtado - Realizador
- Carlos Gomes - Adão
- Luís Lima Barreto - Fariseu
- Laura Soveral - Elena Ivanovna
- Júlia Buisel - Maria
- Cremilda Gil - Isabel Ivanovna
- Miguel Yeco - Lázaro
- Nuno Melo - Enfermeiro
- João Romão - Enfermeiro
- Maria João Pires - Marta

## Prémios
Festival de Veneza
| Ano  | Categoria                | Resultado |
| ---- | ------------------------ | --------- |
| 1991 | Grand Special Jury Prize | Vencedor  |
| 1991 | Golden Lion              | Nomeado   |